# Hell in a Cell (2011)
Cet article concerne l'édition 2011 du pay-per-view Hell in a Cell. Pour toutes les autres éditions, voir WWE Hell in a Cell.
L'édition 2011 de Hell in a Cell est une manifestation de catch professionnel télédiffusée et visible uniquement en paiement à la séance. L'événement, produit par la World Wrestling Entertainment (WWE), s'est déroulé le 2 octobre 2011 dans la salle omnisports New Orleans Arena à La Nouvelle-Orléans, en Louisiane, aux États-Unis. Il s'agit de la troisième édition de Hell in a Cell, pay-per-view annuel qui, comme son nom l'indique, propose des matchs en cage pour les rencontres à enjeux.
Quatre matchs, dont trois mettant en jeu les titres de la fédération ont pour le moment été programmés. Chacun d'entre eux est déterminé par des storylines rédigées par les scénaristes de la WWE ; soit par des rivalités survenues avant le pay-per-view, soit par des matchs de qualification en cas de rencontre pour un championnat. L'événement a mis en vedette les catcheurs des divisions Raw et SmackDown, créées en 2002 lors de la séparation du personnel de la WWE en deux promotions distinctes.

## Contexte
Les spectacles de la World Wrestling Entertainment en paiement à la séance sont constitués de matchs aux résultats prédéterminés par les scénaristes de la WWE. Ces rencontres sont justifiées par des storylines — une rivalité avec un catcheur, la plupart du temps — ou par des qualifications survenues dans les émissions de la WWE telles que Raw, SmackDown et Superstars. Tous les catcheurs possèdent un gimmick, c'est-à-dire qu'ils incarnent un personnage gentil ou méchant, qui évolue au fil des rencontres. Un pay-per-view comme Hell in a Cell est donc un événement tournant pour les différentes storylines en cours.

### Alberto Del Rio contre John Cena contre CM Punk
Après avoir perdu son titre contre Cena a Night of Champions. Alberto Del Rio demande une revanche pour le titre contre Cena a Hell in a Cell. Ensuite CM Punk arrive et demande à son tour un match pour le titre contre Cena. Là, le C.O.O de la WWE Triple H dit que John Cena affrontera CM Punk et Alberto Del Rio à Hell in a Cell dans un Triple Threat Hell in a Cell Match pour le titre de la WWE.

### Mark Henry contre Randy Orton
À Night Of Champions, Mark Henry bat Randy Orton et devient champion du monde poids lourds pour la première fois de sa carrière. Ensuite à Raw, le GM de Smackdown Theodore Long annonce au nouveau champion que l'ex champion Randy Orton lance son match revanche pour le titre du monde poids lourds contre Mark Henry à Hell in a Cell dans un Hell in a Cell match que Theodore Long a alors déjà signé.

### Sin Cara contre Sin Cara
À Money in the Bank, Sin Cara est évacué sur civière par un powerbomb de Sheamus à travers une échelle, et est absent pendant plusieurs semaines. À Smackdown il revient et bat Daniel Bryan, les deux catcheurs se serrent la main et Sin Cara lui donne un kick. Au Smackdown suivant, Daniel Bryan lui annonce un match revanche la semaine prochaine entre lui et Sin Cara, après Sin Cara lui porte sa prise le Lebell Lock. Au Smackdown suivant, Bryan gagne par disqualification à la suite de Sin Cara qui n’arrête pas de lui donner des kicks alors qu'il est dans les cordes, ensuite après le match, la musique de Sin Cara retentit et un autre Sin Cara monte sur le ring face a l'autre Sin Cara. Après au Smackdown suivant, le méchant Sin Cara annonce que lui et Sin Cara s'affronteront à Hell in a Cell pour savoir qui des deux portera le nom de « Sin Cara », ensuite il enlève son masque et son costume bleu et à la place c'est un masque et un costume noir et argent.

### Kelly Kelly contre Beth Phoenix
À Summerslam, Kelly Kelly conserve son titre des Divas contre Beth Phoenix. Après à Raw, Beth Phoenix bat Eve Torres et devient challengeuse pour le titre des Divas et affrontera Kelly Kelly à Night of Champions. Kelly Kelly conserve son titre contre Beth Phoenix à Night of Champions, ensuite Beth Phoenix utilisa sa clause de revanche contre Kelly Kelly pour le titre des Divas à Hell in a Cell. Kelly Kelly accepta le défi.

## Déroulement

### Matchs secondaires
Le show commence avec Christian faisant son entrée, quand The Miz et R-Truth, renvoyés de la fédération deux semaines auparavant, sont présents, John Laurinatis arrive avec les forces de l'ordre pour les expulser, afin que le match entre Sheamus et le Captain Charisma se déroule normalement.
Le deuxième match de la soirée est entre les deux Sin Cara, le Sin Cara Azul (face) et Negro (heel). Le troisième match de la soirée n'était pas prévu : il s'agit d'un match pour le WWE Tag Team Championship entre l'équipe Air Boom de Kofi Kingston et Evan Bourne, contre Jack Swagger et Dolph Ziggler.

### Main events
La cage descend pour le quatrième match : Randy Orton contre le champion Mark Henry pour le championnat du monde poids-lourds de la WWE, après le match Mark Henry attaque le Legend Killer mais est repoussé et fuit au vestiaire.
Le troisième match de la soirée n'était pas prévu et fait suite à la promotion de Cody Rhodes qui vient présenter son nouveau design du championnat intercontinental de la WWE, qui reprend sa première forme. Rhodes est coupé par John Laurinaitis qui vient lui dire qu'il a un match ce soir contre Johnny Morrison et que son titre sera remis en jeu. Après le match, Laurinatis et Triple H sont en backstage, le Game s'énerve sur son assistant mais ils sont informés qu'une bagarre a lieu dans les vestiaires, lorsqu'ils arrivent, The Miz et R-Truth ont détruit Kofi Kingston et Evan Bourne. Le match suivant est pour le championnat des Divas de la WWE entre la championne Kelly Kelly et la prétendante Beth Phoenix.
La cage redescend pour le dernier match : le premier Triple Threat Hell in a Cell match de l'histoire opposant le champion John Cena à ses challengers CM Punk et Alberto Del Rio. Après le match, John Cena vient attaquer Alberto Del Rio qui l'avait enfermé hors de la cage mais deux hommes à capuches pénètrent également, il s'agit une nouvelle fois de R-Truth et The Miz. La cage est descendue, aucun moyen de rentrer, The Awesome Truth s'en prend à John Cena, Alberto Del Rio, CM Punk, les arbitres, les cadreurs... alors qu'à l'extérieur tout le roster arrive et essaye d'entrer dans la cage, parmi eux le COO Triple H, lorsque des policiers parviennent à pénétrer dans la cage, les deux hommes sont menottés et emmenés par les forces de l'ordre, Triple H bien que l'on essayait de le retenir, détruit les membres d'Awesome Truth.

## Résultats
| #                                                                | Match                                                                             | Stipulation                                                               | Durée |
| ---------------------------------------------------------------- | --------------------------------------------------------------------------------- | ------------------------------------------------------------------------- | ----- |
| Dark                                                             | Daniel Bryan bat JTG                                                              | Match simple                                                              | 7:47  |
| 1                                                                | Sheamus bat Christian.                                                            | Match simple.                                                             | 13:42 |
| 2                                                                | Sin Cara (Místico) bat Sin Cara (Hunico).                                         | Match simple.                                                             | 9:46  |
| 3                                                                | Air Boom (Kofi Kingston et Evan Bourne) (c) battent Jack Swagger et Dolph Ziggler | Tag team match pour le championnat par équipe de la WWE                   | 10:47 |
| 4                                                                | Mark Henry (c) bat Randy Orton.                                                   | Hell in a Cell match pour le championnat du monde poids lourds de la WWE. | 15:58 |
| 5                                                                | Cody Rhodes (c) bat Johnny Morrison                                               | Match simple pour le championnat Intercontinental de la WWE               | 7:20  |
| 6                                                                | Beth Phoenix (avec Natalya) bat Kelly Kelly (c) (avec Eve Torres)                 | Match simple pour le championnat des Divas de la WWE.                     | 8:41  |
| 7                                                                | Alberto Del Rio bat John Cena (c) et CM Punk.                                     | Triple Threat Hell in a Cell match pour le championnat de la WWE.         | 24:09 |
| (c) désigne le(s) champion(s) défendant son titre dans le match. |                                                                                   |                                                                           |       |